# Polycyclisme
« Monocyclisme » redirige ici. Ne pas confondre avec Motocyclisme.
Le polycyclisme est la capacité d'une espèce végétale ou d'un axe (rameau, pousse, etc.) à produire plusieurs unités de croissance par an ; l'espèce ou l'axe est dit polycyclique. C'est le cas de très nombreuses espèces tropicales (l'Hévéa par exemple), mais aussi de diverses espèces tempérées comme le Hêtre qui effectue souvent plusieurs cycles par an. C'est le cas aussi des pins, des pommiers, des bouleaux, des saules, etc.
Par opposition, le monocyclisme caractérise une espèce ou un axe qui ne produit qu'une unité de croissance par an.

## Avantage évolutif
Le polycyclisme confère à un arbre un avantage significatif par rapport au monocyclisme, en particulier dans la zone méditerranéenne où la saison de croissance est divisée en deux parties par la sécheresse. En effet, en augmentant le taux de ramification et la surface photosynthétique totale, le polycyclisme joue un rôle important dans la croissance annuelle totale. Le taux de polycyclisme diminue avec l'âge et la vigueur des arbres et des rameaux et varie selon les espèces.  